# Lophoruza mascarena
Lophoruza mascarena är en fjärilsart som beskrevs av Joannis 1910. Lophoruza mascarena ingår i släktet Lophoruza och familjen nattflyn. Inga underarter finns listade i Catalogue of Life.